# Галактична Республіка
Галактична республіка (англ. The Galactic Republic) — міжзоряна галактична держава у всесвіту «Зоряних війн». Республіка існувала в період 25 053 — 19 ДБЯ. Головним законодавчим органом був Галактичний сенат на чолі з Верховним канцлером. Республіка мала яскраво виражене демократичне управління і зуміла пройти багато випробувань за більш ніж двадцятитисячолітнє існування. Створення міжпланетної держави стало можливо завдяки винаходу гіперпдрайв-двигуна, який з'єднав безліч зоряних систем Галактики.
До складу Республіки увійшли кілька тисяч планетних систем. Столицею Республіки весь час був Корусант.

## Історія
Біля витоків Галактичної республіки стояли цивілізації людей і дуросів. За 30000 років ДБЯ дуроси, звільнившись від рабства Нескінченної імперії раката, опанували міжзоряними надсвітловими польотами та відкрили людську планету Корусант. Між планетами було прокладено торговий шлях, що посприяло процвітанню й дослідженню навколишніх систем. На Корусанті відбулося заснування Галактичної республіки, котра брала під свій захист численні цивілізації. Орден джедаїв викликався стати захисником правопорядку в державі. Республіка багато тисяч років розширювалася, що супроводжувалося порівняно невеликими конфліктами з іншими галактичними державами.
На Корусанті був заснований Храм джедаїв, що став центром цієї організації. Кожна з планет-учасниць обирала свого представника в Галактичному Сенаті . Сенат був головним законодавчим органом, а кожна з систем мала власні органи управління, що відповідають їх традиціям: монархії, демократії, комуни. Відповідно і сенатор міг обиратися або призначатися. Сенат збирався на Корусанті.
Після посилення і розширення сфери впливу Республіки до її складу були включені нові системи, і близько 1000 ДБЯ була проведена реорганізація Сенату. Нові долучені території були об'єднані у сектори, що складалися приблизно з 50 населених систем, і кожен сектор був представлений в Сенаті делегацією. Після того, як кількість секторів значно зросла, вони були об'єднані в регіони, яких налічувалося близько тисячі. Кожен з регіонів був наданий однією делегацією в Сенаті.
Будівля, де проходили збори Сенату, поміщав 1024 летючі платформи для регіональних сенаторів і їхніх делегацій. Деякі з них призначалися для певних зацікавлених угруповань (типу Торгової федерації) або для тих, хто звертався з проханням до Сенату.
Члени Сенату обирали зі свого складу Верховного канцлера — голову Сенату і фактичного правителя Республіки. Він мав заступника — віце-канцлера, який, ймовірно, обирався таким же чином. Сенат мав можливість приділяти Верховному канцлеру виключні права або висловлювати йому вотум недовіри.
Закони, прийняті Сенатом, були обов'язковими для всіх членів Республіки, проте вони стосувалися в основному вирішення суперечок між системами, забезпечення загального захисту і регулювання міжсистемної торгівлі. Решта законодавства встановлювала локальні уряди систем-членів (регіонів, секторів або окремих планет) федерації. Джедаї виконували не тільки захисну функцію Республіки та її громадян, але були також представниками Сенату в різних частинах Республіки та медіаторами в міжсистемних суперечках.
В останні роки свого існування Республіка через створення окремих кланів-лобістів перетворилася на корумповану державу. Сенат був розділений на тих, хто хотів зберегти багаторічні гідності та ідеали Республіки, і тих, хто прагнув до реалізації власних цілей. Після серії слабких і малоефективних канцлерів Торгова федерація почала блокаду планети Набу, що вилилося у Війни клонів за 22 ДБЯ. Обраний Верховним канцлером Палпатін з планети Набу спершу підсилив свої позиції, створивши власну охорону — Червону гвардію. Заради збереження спокою було введено обмеження прав, у тому числі і Сенату, а Палпатін отримав розширені повноваження для вирішення конфлікту на Набу. Як пізніше з'ясувалося, Палпатін маніпулював Торговою федерацією та Сенатом задля приходу до влади і був верховним лордом ситхів — споконвічних противників джедаїв.
У 19 ДБЯ Палпатін домігся перемоги у Війнах клонів і проголосив реорганізацію республіки в Галактичну імперію для убезпечення держави. Себе він проголосив Імператором, після чого наказав убити всіх джедаїв. Сенатори, що лишилися вірними ідеалам республіки, сформували підпільний рух за відновлення колишнього ладу — Альянс повстанців.
Сенат діяв і при імператорі чисто як дорадчий орган. Єдиним законодавцем став диктатор Палпатін. Приблизно через два десятиліття, імператор викрив існування опозиції, яка була загрозою його тотальному управлінню, і розпустив імперський сенат — останні пережитки колишньої республіки. Вся виконавча влада зосередилася в руках його регіональних губернаторів, виключивши участь суспільства у житті Галактики.

## Організація

### Рада джедаїв
Обов'язком джедаїв була охорона миру в Республіці, тому вони мали значну політичну вагу в державі. Найбільш знамениті джедаї (такі, як Йода і Мейс Вінду) входили до Ради джедаїв, яка фактично перебувала на вершині влади в Республіці. Хоча формально джедаї були підпорядковані Верховному канцлеру, ніхто з них не зміг вплинути на Палпатіна, який своїм наказом ввів до її складу Енакіна Скайвокера. Всупереч своєму бажанню Рада джедаїв прийняв Енакіна, проте без присвоєння йому статусу майстра. Ставши послідовником Палпатіна, Енакін посприяв знищенню джедаїв.

### Армія
Після свого створення протягом тисяч років Республіка мала власну армію і флот. Однак після Руусанської реформи збройні сили були розформовані, залишилася лише мала частина так званих миротворчих сил і лицарі-джедаї як «охоронці миру».
Окремі торгові організації, такі як Торгова федерація і Комерційна гільдія, мали особисті армії, які складалися з дроїдів та використовувалися для захисту свого майна і шантажу, наприклад, як було з вторгненням на Набу. Окремі планетні секторі могли мати власні сили безпеки, як на тій же Набу або на Карелії. Однак над цими військами не існувало централізованого командування, і єдиним способом застосування прийнятих Сенатом законів було використання обмеженого контингенту лицарів-джедаїв. Це іноді давало можливість внутрішньореспубліканським об'єднанням, як Торговій федерації та іншим картелям з достатньою кількістю збройних сил нав'язувати свою волю Республіці.
Становище змінилося з початком Війн клонів. Республіка, не маючи контраргументів проти Конфедерації незалежних систем, ухвалила рішення про створення армії, хоча цьому і протистояла безліч сенаторів, які побоювалися початку збройного конфлікту. Коли стало ясно, що Конфедерація не збирається домовлятися з Республікою, як основа Великої армії республіки були використані клони, таємно створені на планеті Каміно на запит майстра-джедая Сайфо-Діаса. Пізніше збройні сили Республіки були посилені технікою, клонами з інших джерел і звичайним військовим призовом, і через кілька років після битви за Геонозис стали найпотужнішою силою в Галактиці. Запланована канцлером Палпатіном швидка мілітаризація Республіки під час війни клонів мала серйозні наслідки: вплив Сенату був обмежений, основний міццю уряду стало військо, і Республіка поступово перетворилася на встановлений Палпатіном Новий порядок.

## Відновлення республіки
Попутно з спробою повстанців знищити другу Зірку смерті, Енакін Скайвокер повертається на Світлий бік Сили, вбиваючи Палпатіна, цим самим знищивши опору Галактичної імперії і відновивши баланс Сили.
По знищенню «Зірки смерті» і загибелі імператора закінчилася громадянська війна в Галактиці. Альянс повстанців відновив демократичний лад, який став відомий під назвою Нова республіка.